# Magdalena Fürst
Magdalena Fürst, född 1652 i Nürnberg, död 1717 i Wien, var en tysk illustratör (handkolorist). Hon studerade under John Fischer och Maria Sibylla Merian, och är främst känd för sina botaniska illustrationer i Studien zur Entstehung des Kupferstichwerks und zum Exemplar des Andrea Vendramin av Basilius Besler.